# 小行星2541
小行星2541（2541 Edebono）是一颗绕太阳运转的小行星，为主小行星带小行星。该小行星于1973年2月27日发现。
該小行星以馬爾他心理學家、哲學家愛德華·德·波諾命名。

## 轨道参数
小行星2541的轨道半长轴为2.9354875 UA，离心率为0.082。